# Собор Святого Івана Хрестителя — III (Перемишль)
Собор святого Івана Хрестителя — втрачена пам'ятка української сакральної архітектури XVI століття в Перемишлі в Галичині. Головний храм Перемиських православних, а потім греко-католицьких єпископів. Розібраний у кінці XVIII століття з огляду на технічний стан. Розташовувався в руській дільниці Перемишля — Владичому.

## Історія

### Другий собор
Після вигнання 1412 року королем Владиславом Ягайлом Перемиського православного владицтва з першої, зведеної ще князем Володарем Ростиславичем, катедри на замковій горі, резиденція архієреїв розташовувалася до 1500 року на Вовчому передмісті, де вони вживали церкву Успіння Пресвятої Богородиці, доки заможний коваль Кузьма Кузьмич не подарував владиці плац у межах міських мурів, недалеко Львівської брами, на краю дільниці, де мешкали русини, звідси походить пізніша назва дільниці — Владиче. На місці, де раніше стояла аріанська божниця, було зведено другу дерев'яну катедру. 1535 року святиня разом з ризами й ерекційними грамотами згоріла під час загальноміської пожежі.

### Третій собор

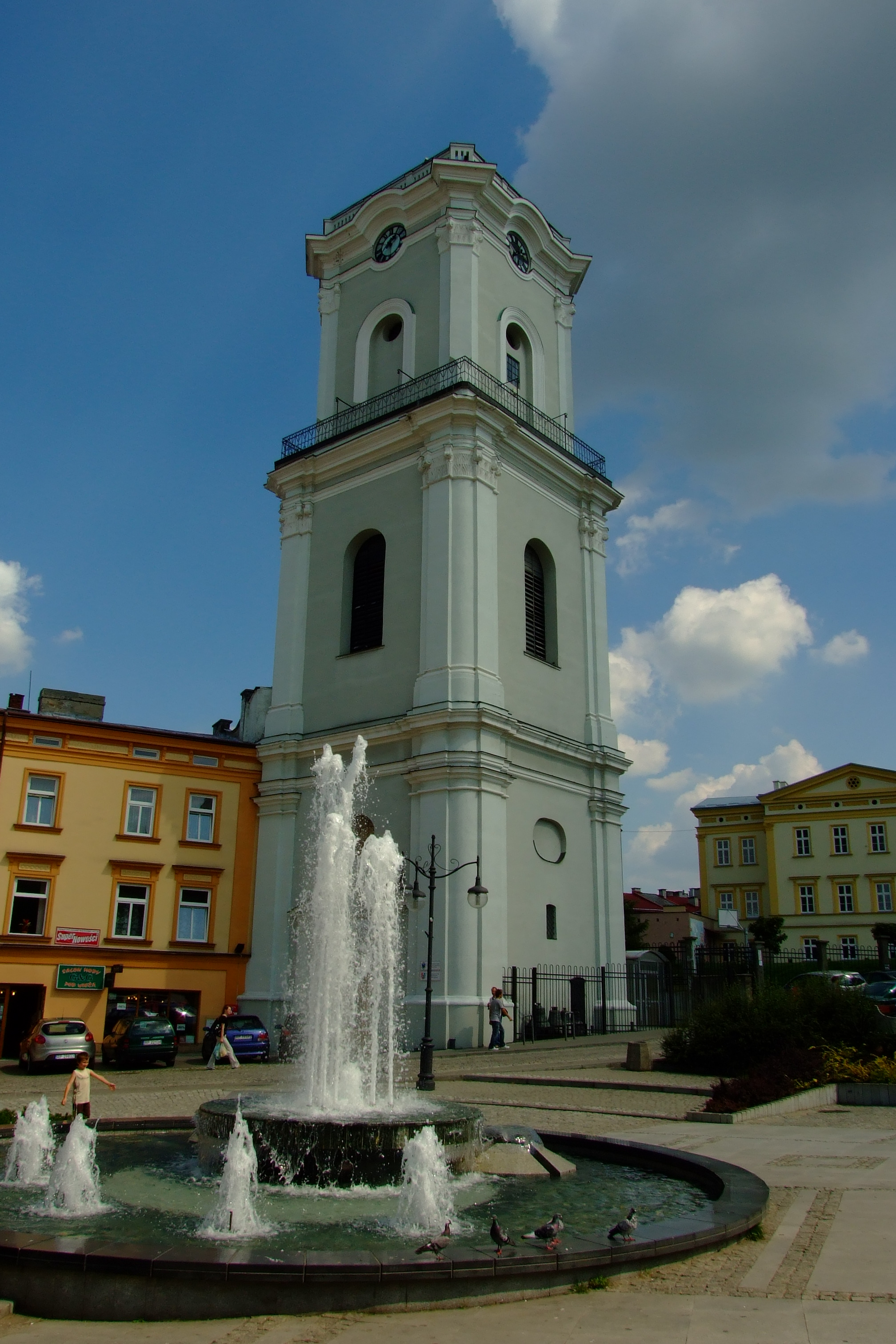
Годинникова вежа на нинішній площі Незалежності

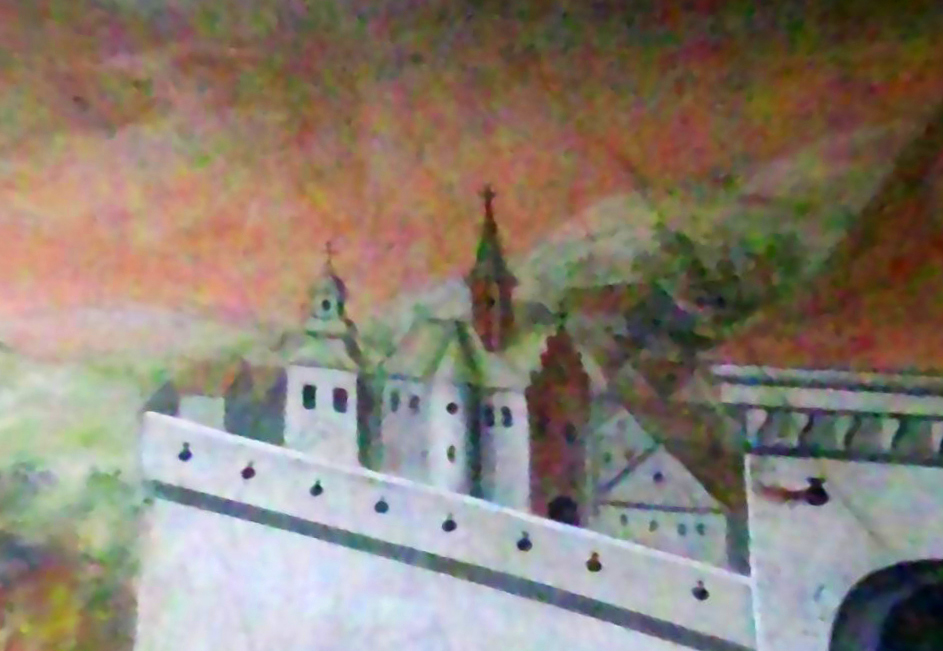
Катедра святого Івана Хрестителя з дзвіницею. Фрагмент фрески «Оборона Перемишля від Юрія Ракоці 1657 року» костелу францисканців у Перемишлі

Будівництво нового мурованого собору відбувалося під зверхністю єпископа Антонія Радиловського. Близько 1540 храм був завершений. 1691 року владика Інокентій Винницький прийняв Берестейську унію. З 1693 року святиня набула статусу головного храму перемиського єпископа Унійної Київської митрополії. Єпископ Атанасій Шептицький призначив на побудову нового собору квоту, назбирану серед єпархіального духовенства за часів владики Онуфрія Шумлянського на будівництво семінарії. Зібрані духовенством кошти становили 70 тисяч злотих. Реалізацію почали з будівництва нової мурованої вежі-дзвіниці при майбутній катедрі, яку звели під наглядом отця Василя Ганчаківського протягом 1776–1777 років коштом 62 тисяч 128 злотих. 1779 року на підставі рішення самбірського окружного уряду через аварійний стан стару катедру замкнули. 1780 року будівлю розібрали. Після смерті єпископа Атанасія Шептицького духовенство намагалося заручитися фінансовою підтримкою в побудові нової катедри від імператриці Марії Терезії, проте 29 листопада 1780 року вона померла. Її наступник імператор Йосип ІІ 1781 року особисто відвідав Перемишль і довідався про нагальну потребу будівництва нового греко-католицького собору. Водночас уряд коронної землі запропонував перемиському духовенству звернутися до імператора з поданням про передачу під потреби катедри колишнього єзуїтського храму і колегії. Натомість духовенство звернулося до цісаря з побажанням отримати колишню кармелітську святиню. 24 квітня 1784 року надвірним декретом імператор Йосип ІІ призначив на соборну церкву Івана Хрестителя колишній храм ордену отців кармелітів босих, а приміщення вивільненого римо-католицькими монахами монастиря на резиденцію єпископа і катедрального духовенства. 28 червня 1784 року комплекс колишнього монастиря кармелітів босих був офіційно переданий греко-католикам. Водночас перемиське духовенство звернулося до влади з петицією щодо необхідності побудови на місці старого собору нової міської парафіяльної церкви, на що отримало негативну відповідь. 13 серпня 1784 року відбувся аукціон з продажу площі і матеріалів старої церкви. Нині на місці колишнього готичного собору розташовується Початкова школа № 11, у дзвіниці, більш відомій як Годинникова вежа — Музей файок і дзвонів.

### Братство вбогих святого Івана

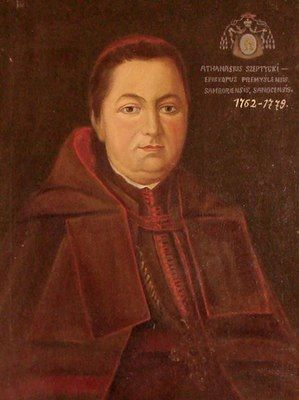
Єпископ Атанасій Шептицький. Портрет з XVIII століття

З давніх часів при катедрі святого Івана Хрестителя в Перемишлі діяло церковне Братство вбогих святого Івана. Стараннями братчиків утримувався шпиталь для вбогих. Наприкінці XVI — початку XVII століття братство заснувало друкарню, що була продана Львівському братству в другій половині XVII століття. Братство володіло певними маєтностями і надавало послуги, з чого покривало видатки на підтримання в належному стані собору святого Івана Хрестителя, церкви Пресвятої Трійці і огорожі катедри, допоки владика Ієронім Устрицький не звів новий мур на забезпечення власної діяльності. На утриманні братства при катедрі перебували троє священиків — монахів ЧСВВ, учитель і паламар. Братство вбогих святого Івана проіснувало до 1759 року, після чого занепало, ймовірно з причини зменшення українського населення міста і відсутності заможних міщан-українців, яким можна було б довірити опіку над церковним майном.

### Шпиталь руський святого Івана
Перша згадка про шпиталь (захист) при катедральній церкві святого Івана Хрестителя датується 1549 роком. Розміщувався він у домі на вулиці Львівській. На початку XVII століття до шпиталю належали два доми: «Чирчинських» та «Хомчинських» на Львівському передмісті. Городи: «Позовських», «Негребецьких» й третій менший город та лука. З усього вкупі чинш річно становив 55 злотих.
Шпиталь був призначений для опіки за бідними й хворими, забезпечення харчування, обігріву і одягу. Шпиталь також переймався долею вуличного жебрацтва, похоронами бідняків, що на рік відбувалися близько сорока разів. На утримання шпиталю на початку XVII століття річно витрачалося 500 злотих.
1776 року для побудови вежі при катедральній церкві будівлю шпиталю розібрано.

### Душпастирі

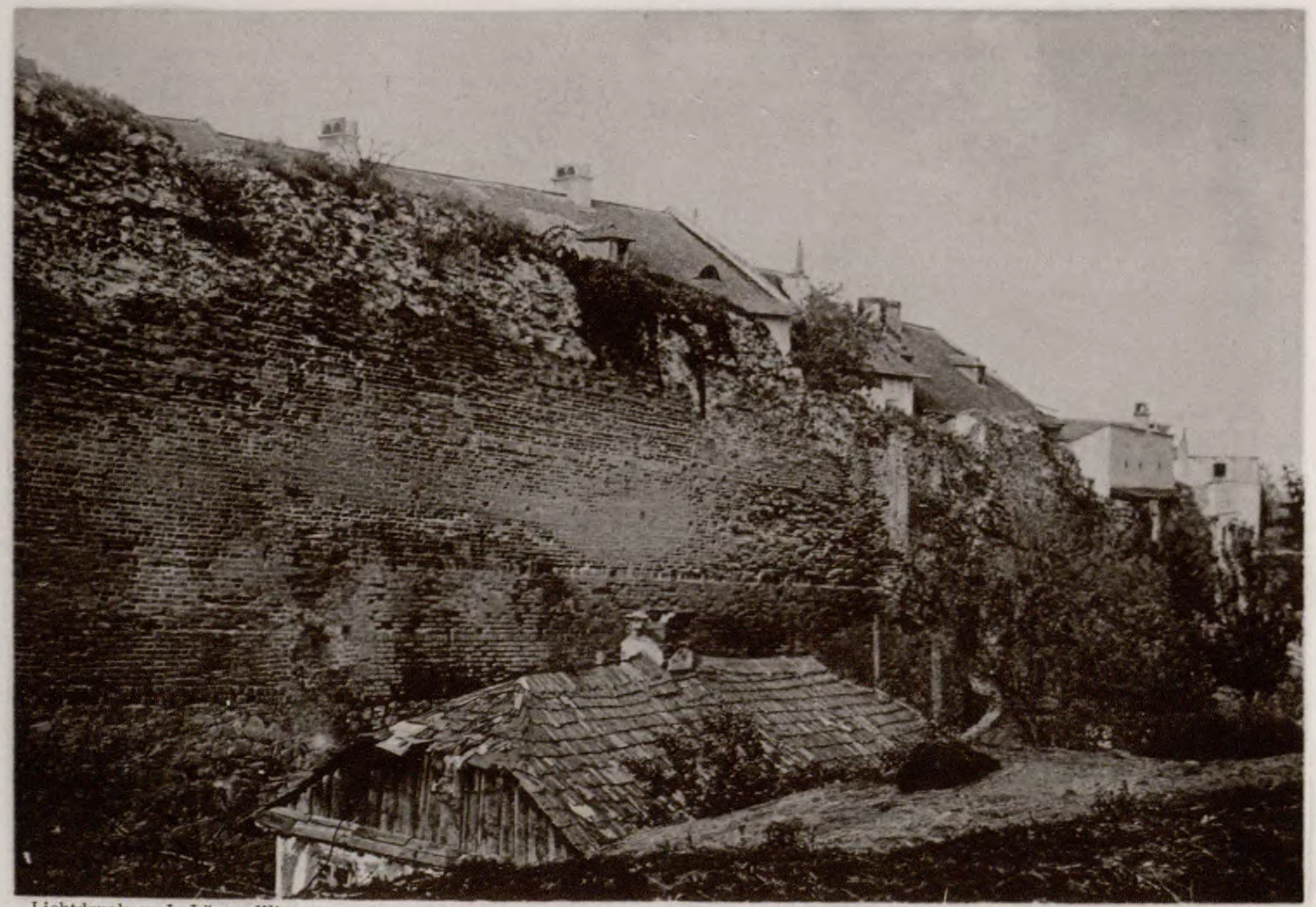
Рештки міських мурів Перемишля в дільниці Владиче. 1910-ті роки

Катедральна церква святого Івана Хрестителя виконувала водночас функції парафіяльної, до якої були приписані передміські церкви. Священики передміських церков мали обов'язок обслуговувати собор по черзі щотижнево. При самій катедрі були священики, що належали до її осібної обслуги й звалися капеланами або крилошанами. З-перед 1677 року світських отців при соборі замістили ченці ЧСВВ, що мали також обов'язок нести душпастирську обслугу перемиських міщан. Налічувалося ченців-парохів троє. З 1746 року василіан позбавили душпастирського обов'язку і їхнє місце знову заступили світські отці: спершу отець Василь Лодинський, а потім отець Теодор Янківський. Крім них відомі імена душпастирів отця Івана Бернакевича і отця Григорія Підляшецького.

### Капітула
З давніх-давен при катедральній церкві існував собор крилосу або катедральна капітула. Найдавніша згадка про «capitulum ruthenicum» походить з грамоти наданої королевою Ядвіґою 1387 року. Юридичний статус капітули був визначений грамотою владики Інокентія Винницького, затвердженій королем Яном ІІІ Собеським 5 травня 1688 року. До складу капітули входили шестеро прелатів і шестеро соборних. З причини внутрішнього розладу між єпископами й світським клиром та василіанами капітула почала занепадати. Єпископ Онуфрій Шумлянський грамотою від 6 листопада 1756 року оновив капутулу, що, втім, не вплинуло на її стан.

## Опис

### Екстер'єр

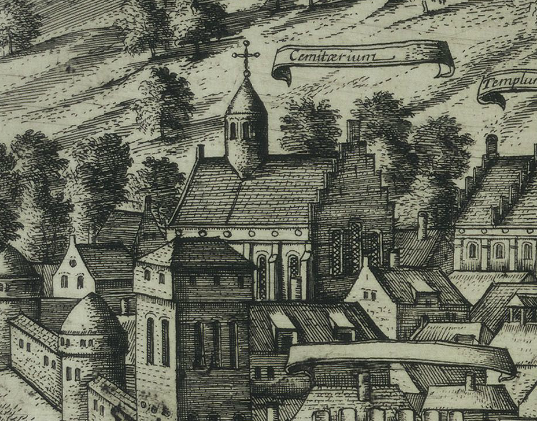
Катедра на панорамі Перемишля Ґеорґа Брауна і Франса Гоґенберґа, 1617 рік

Зображення собору на панорамі Перемишля 1617 року Ґеорґа Брауна і Франса Гоґенберґа свідчить, що це була невелика за об'ємом будівля, підтримувана контрфорсами. Покрита двоспадовим дахом з сиґнатуркою. Освітлювалася через подовгасті з арочним завершенням вікна. Мала виразний готичний щипець. Загалом архітектура святині засвідчує її західне походження.
Більше відомостей подає акт візитації храму перемиським єпископом Атанасієм Шептицьким з 1767 року. Собор був збудований з цегли. Вхід до церкви провадив цегляними сходами, вкритими дерев'яними дощечками, до притвору на дерев'яних стовпах, що розташовувався впритул до мурованого об'єму. Над амвоном розташовувалася сиґнатурка, що своїм тягарем вже на час візитації загрожувала катедрі розвалом, зі склепіння часто падали уламки. Сиґнатурка відігравала функцію ліхтаря й мала шість вікон. Від півдня до храму прилягало муроване захристя. Власне сам храм був дводільним, складався з бабинця й вівтаря, що суттєво відрізнялися пропорціями.

#### Цвинтар
Довкола будівлі розташовувався цвинтар, витягнутий на південь і обмежений від передміських вулиць зі сходу міським муром. Мур тягнувся від Львівської брами до монастиря кармелітів босих. Збудований єпископом Антонієм Радиловським, за що король Сиґізмунд Авґуст у 1550 році надав єпископові привілей на ділянку біля збудованого ним муру, для церковного і цивільного будівництва. Від заходу і півночі цвинтар від міста також відділяв мур збудований єпископом Ієронімом Устрицьким. З міської вулиці на цвинтар вела вуличка, утворена між владичим чиншовим домом і домом міщанина Саґовського та церковним будинком для вбогих. Вхід на цвинтар провадив через велику дерев'яну браму. Далі в мурі була хвіртка на залізному замку, що вела на подвір'я владичої резиденції. З другої сторони катедральної церкви в міському мурі, напроти передміської церкви Пресвятої Трійці, була хвіртка без замка, що виходила на передміську вулицю, яка тягнулася попри мур.

#### Дзвіниця

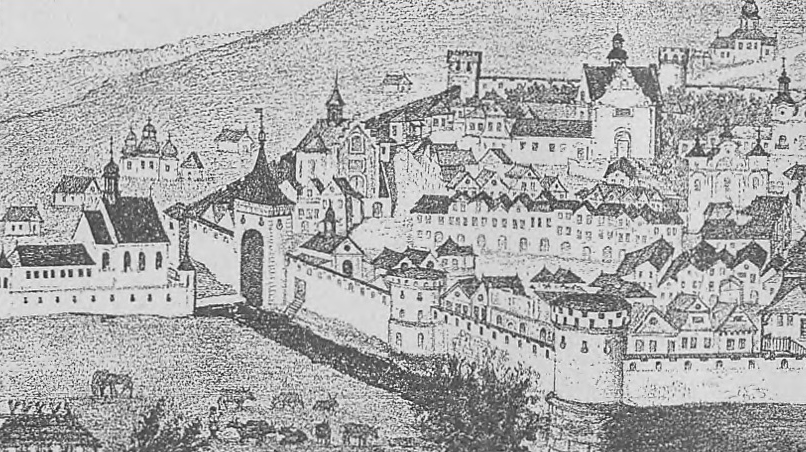
Вигляд дільниці Владиче. Фрагмент плану міста кінця XVII століття

У східній частині цвинтарного терену, поруч з міським муром єпископ Юрій Винницький почав будувати духовну семінарію, яка так і не була завершена. На її фундаментах інший владика Ієронім Устрицький звів дерев'яну дзвіницю, відновлену за єпископа Онуфрія Шумлянського. Дах дзвіниці був пофарбований у зелений колір, баня покрита залізною бляхою. В інтер'єрі дзвіниця спиралася на дубові стовпи. До рівня дзвонів піднімалися крутою дерев'яною драбиною. На дзвіниці висіли шість дзвонів: «Іван Хреститель» вилитий 1685 року; «Петро» з 1599 року менших розмірів; з 1711 року й три інші дрібніші.

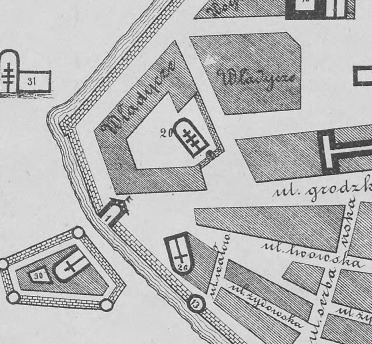
Дільниця Владиче. Фрагмент мапи міста кінця XVII століття:
1. Львівська брама;
13. Вежа римарів;
20. Собор святого Івана Хрестителя;
26. Костел святого Роха з шпиталем;
30. Костел і монастир реформатів;
31. Церква Пресвятої Трійці

#### Школи
У куті при міському мурі стояв дерев'яний дім, у якому розташовувалася школа для вбогих. Там же ж мешкав учитель. Вже за часів єпископа Михайла Копистинського (1591–1610) при соборі діяла парафіяльна школа, що діяла ще в середині XVII століття.

#### Єпископська резиденція
Праворуч, на віддалі від храму, стояла партерна будівля єпископської резиденції. Одна її частина була мурована з каміння і цегли, друга збудована з дерева. За владики Онуфрія Шумлянського (1746–1762) дерев'яна частина розібрана, мабуть з метою розбудови резиденції, яка так і не відбулася, так що наступному владиці Атанасію Шептицькому не було де мешкати.
У північному напрямку від резиденції розташовувався дерев'яний дім, збудований у 1725–1769 роках, що також належав єпископові.
З тильної сторони резиденції, з північного боку при мурі, була криниця під дахом на дерев'яних стовпах. Угору від криниці стояв єпископський шпихлір, а між ним і міським муром стайня. Іще одна, новіша, стайня при самому мурі.

### Інтер'єр
Бабинець освітлювався через три вікна, в південній стороні був влаштований вхід. Наву від вівтаря відокремлювала мурована перегородка, через яку заходили три сходинки. Окрім того в стінах вівтаря було ще п'ять вікон, по одному з півночі та півдня, і три маленьких із сходу.

#### Розписи
Церква була розписана. Інскрипція на північній стіні вівтаря повідомляла, що храм розписано 7051 (тобто 1543) року, за панування короля Зиґмунта Старого і перемиського єпископа Арсенія. Жанрово розписи представляли сцени із Старого і Нового Заповітів, життя святих, портрети перемиських єпископів.

#### Опорядження
Перед перегородкою розташовувався дерев'яний різьблений і золочений іконостас. Долі по стороні намісної ікони Ісуса Христа вміщена була ікона святого Івана Хрестителя, відповідно по стороні ікони Богородиці розміщена ікона святих апостолів Петра і Павла. Вгорі ікони розташовувалися згідно з каноном. Обидва крилоси мали пульпіти, в нішах стін влаштовано полиці. При стіні поруч лівого крилоса дерев'яна проповідальниця чорного кольору, різьблена, з дерев'яними сходами. У правому крилосі на стіні образ святого Миколая, в лівому святого Івана.
У вівтарі з правого боку розташовувався престол Пресвятої Діви Марії з іконою Богородиці мальованою на дошці, з дерев'яною, золоченою і посрібленою різьбою. З лівого аналогічний престол на честь Благовіщення. Ще було два таких самих престоли Страсного Ісуса і святого Онуфрія. Над останнім висіли ікони Богородиці і святого Миколая. У центрі розташовувався мурований з цегли і настелений деревом престол з ківорієм. Ліворуч від нього проскомидійник з цегли, над яким дві ікони — Богородиці і святого Михаїла Архангела.
У церкві були три сповідальниці.

##### Мощі

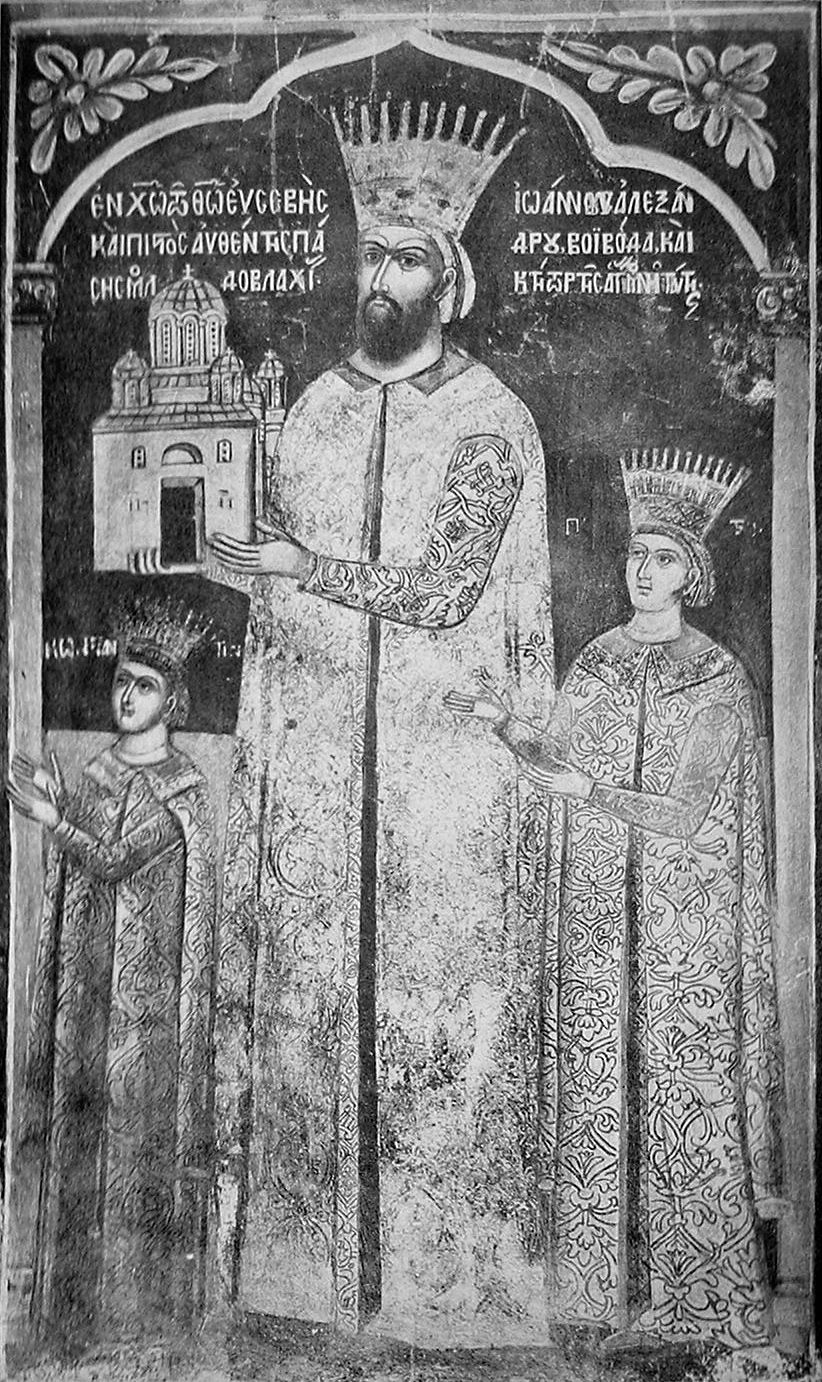
Олександр Лопушанин з дружиною Розандою та сином Богданом. З розпису XVI століття

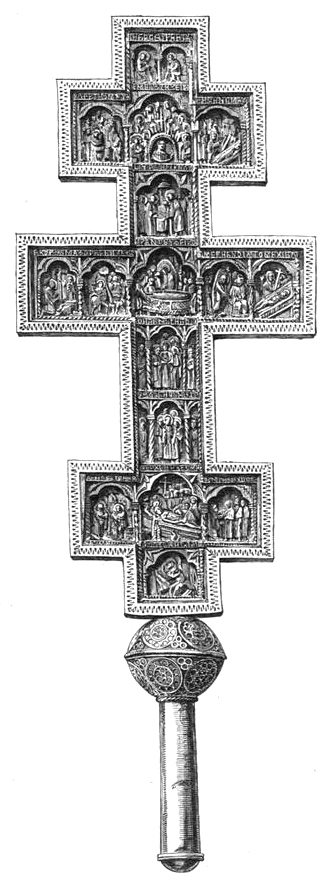
Ручний хрест подарований Олександром Лопушанином

У церкві можна було побачити дарохранильницю з часточкою мощей святого Івана Хрестителя, подаровану господарем Молдавії Олександром Лопушанином і його дружиною Розандою з Рарешів у 1557 році. Дарохранильниця мала вигляд золоченої церкви з трьома срібними банями. У середині дарохранильниці на шовковій подушечці була заложена значна часточка мощей святого Предтечі. Ззовні опоясана різьбленою інскрипцією: «Сєй кйвотъ сотворылъ Александеръ Воевода господаръ землй молдавской й Госпожа єго Роксанда й даде его въ молбу себе въ святое метрополйонъ Перемышлѧ йдеже есть храмъ свѧтаго славнаго Пророка Їоана Крестителѧ въ лѣто 1557 севтеврйѩ.»
Щорічно мощі виставлялися для почитання вірянами на престольний празник.
Крім того, в храмі зберігалися мощі, подаровані 1767 року єпископом Атанасієм Шептицьким:
- часточка дерева святого хреста Христового, поміщена в маленький кришталевий хрестик, оздоблений сріблом;
- часточка кісток святого Василія Великого в срібній течці;
- часточка кісток святого Атанасія так само в срібній течці;
- часточка кісток святого апостола Андрія;
- часточка кісток святого апостола Тадея[3].

##### Ручний хрест
Другий дар молдавського господаря, яким володіла церква, був трираменний ручний хрест майстерно різьблений образами святих і на біблійні сюжети з перцевого дерева та оправлений золоченою срібною бляхою, що вживався для свячення води на Богоявлення та на Великодні свята ще наприкінці 1930-их років. Так само був переданий у дар 1557 року. Висота хреста становила 62 см, горішні й долішні рамена на 15 см, середуще на 22 см, товщина 4 см. Срібна робота хреста має турецький характер. Також на хресті вміщено дарчий напис господаря Олександра в церковнослов'янській мові.

##### Інше

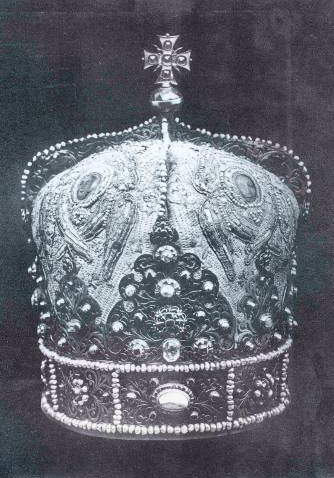
Митра перемиських єпископів. Початок XVIII століття

До опорядження храму належали інші два срібні золочені хрести з 1631 і 1650 років. Київські єпітрахілі, даровані гетьманом Богданом Хмельницьким. Крім того, зберігалася велика срібна золочена дароносиця у вигляді вежі прикрашена дорогоцінними каменями, коралями, зі срібним золоченим хрестом теж у дорогоцінному камінні. Інскрипція на підставці повідомляла, що подарована Братством вбогих святого Івана у 1605 році.
З начиння була також ікона Богородиці в золоченому окладі, єпископська гаптована перлами митра, оздоблена додатково 26 дрібнішими рубінами, 4 більшими з діадемою і рубіновим хрестиком вгорі, срібний золочений і прикрашений туркусами єпископський жезл, золотий хрестик з 10 діамантами на золотому ланцюжку, оздоблені перлами єпископські ризи.
Крім того п'ять срібних золочених чаш, одна срібна менших розмірів дароносиця, три срібні золочені ложечки, три срібні кадильниці, срібну лодію зі срібною ложечкою, дві срібні ампулки зі срібною тацею, п'ять срібних окладів на іконах, на іконі Непорочного Зачаття також срібний місяць, вотиви й інші срібні речі, серед них і слуцької роботи шитий сріблом і шовком пояс нареченої Фечихи (Федчихи?) з Валяви довжиною три з половиною метри.
З богослужбового одягу під кінець XVII століття церква мала тридцять повних гарнітурів, переважно шовкових.
У катедрі зберігалося сім оправлених євангелій, зі срібними образами і орнаментикою. Чотири з них львівського друку 1606, 1636 (два), 1644. Дві друковані у Вільні в 1645 році. Одне писане. У церкві з 1667 року ведено дві метричні книги уродин і хрестин, книга вінчань з 1755 року, книга померлих з 1757 року. Згодом вони потрапили до бібліотеки Перемиського капітулу.

#### Крипта
Під будівлею були влаштовані дві крипти. Одна тягнулася від великого престолу, а друга від бабинця до престолу святого Онуфрія.

## Аналогії в архітектурі. Галерея

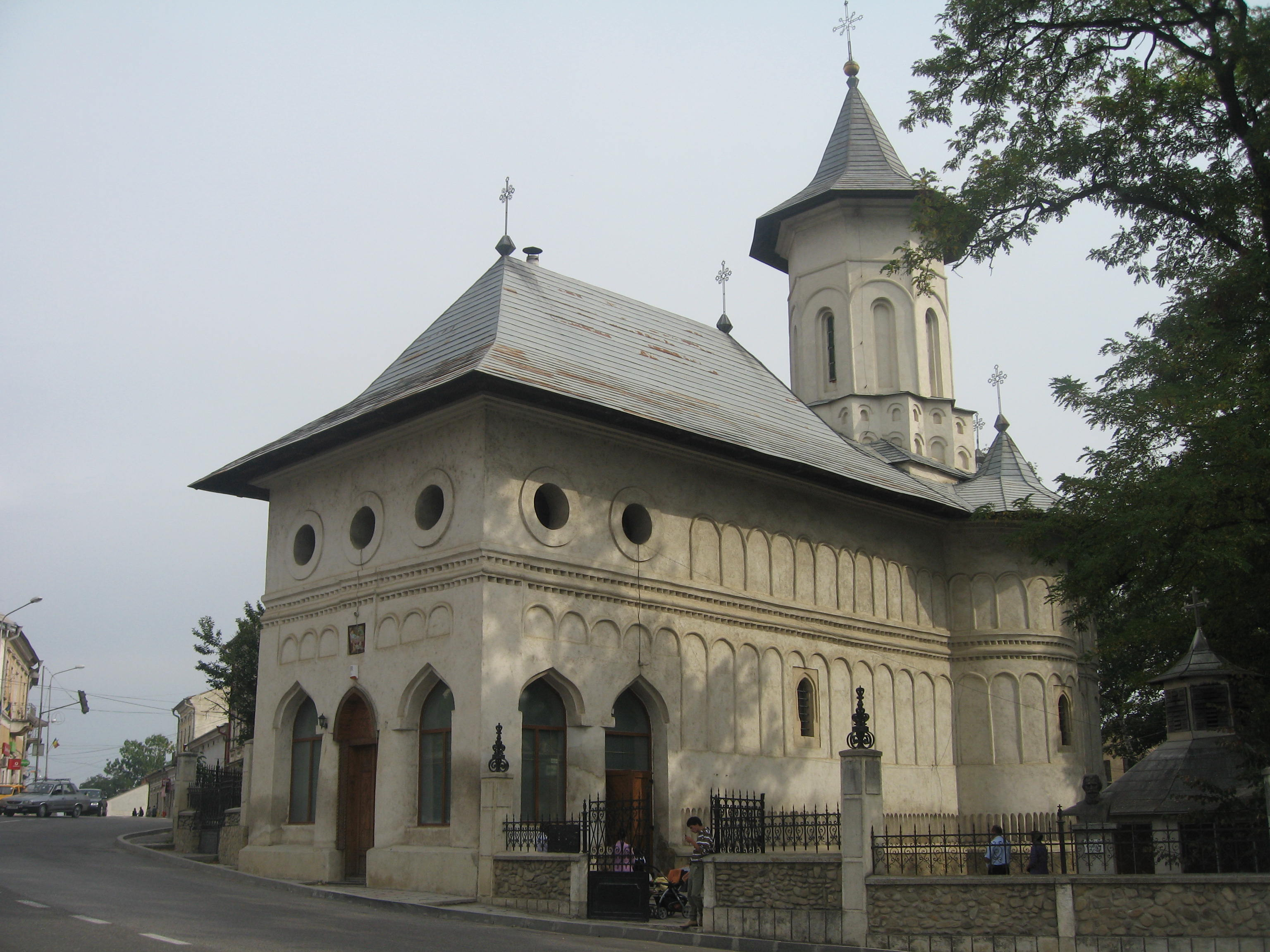
Церква святого Івана Хрестителя в місті Серет, Буковина. XIV століття
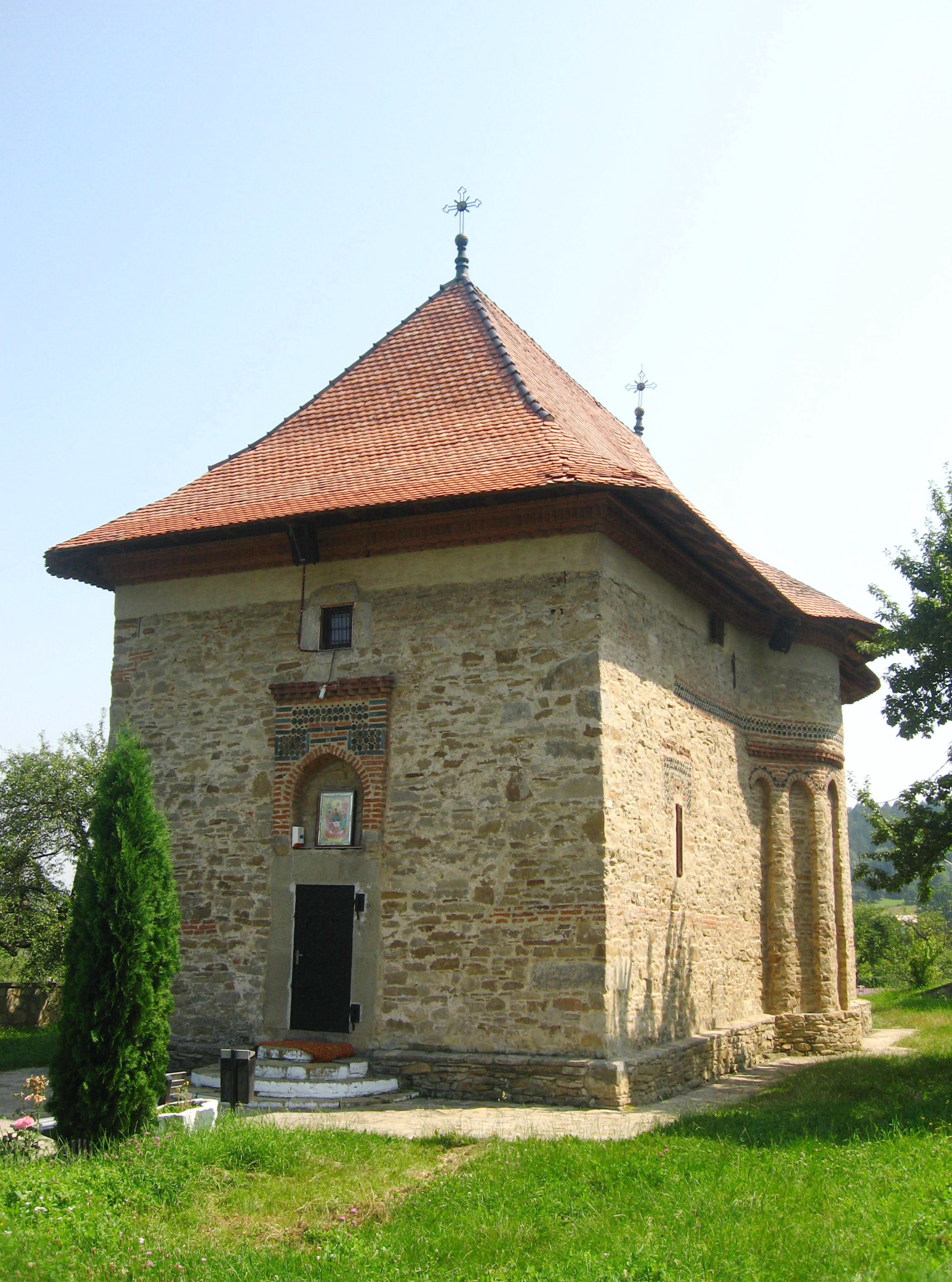
Церква Пресвятої Трійці в місті Серет, Буковина. XIV століття
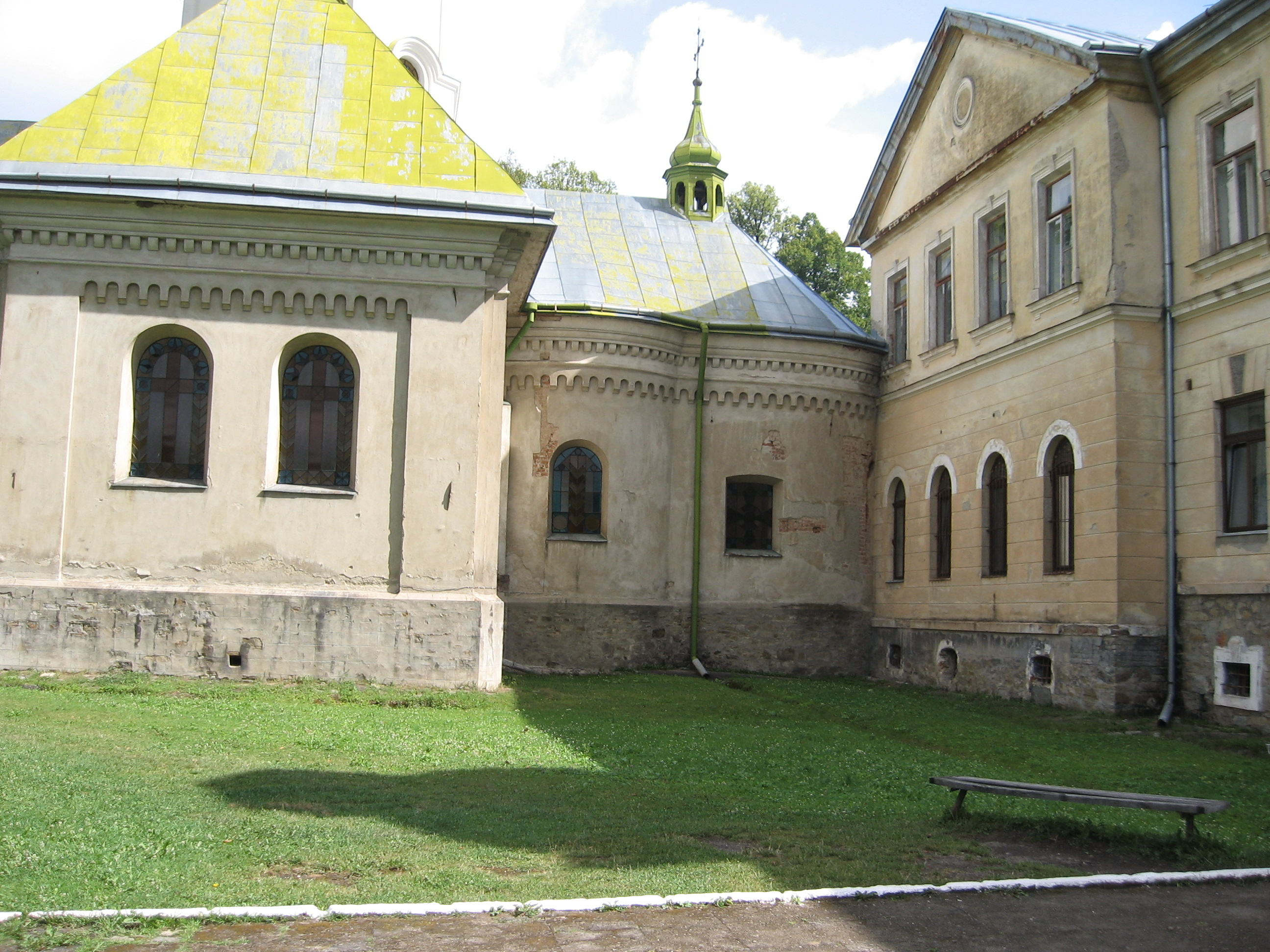
Церква святого Онуфрія Лаврівського монастиря, Галичина. XIII століття
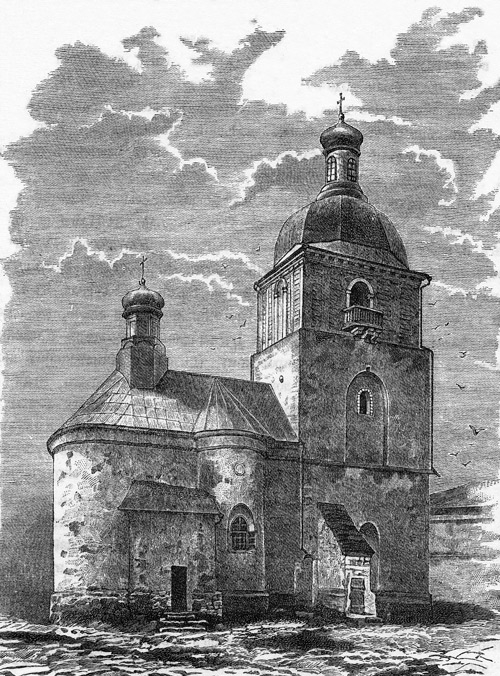
Колишня церква Івана Хрестителя в місті Кам'янці-Подільському. XVI століття, перебудована в XIX столітті. Знищена в 1930-х роках
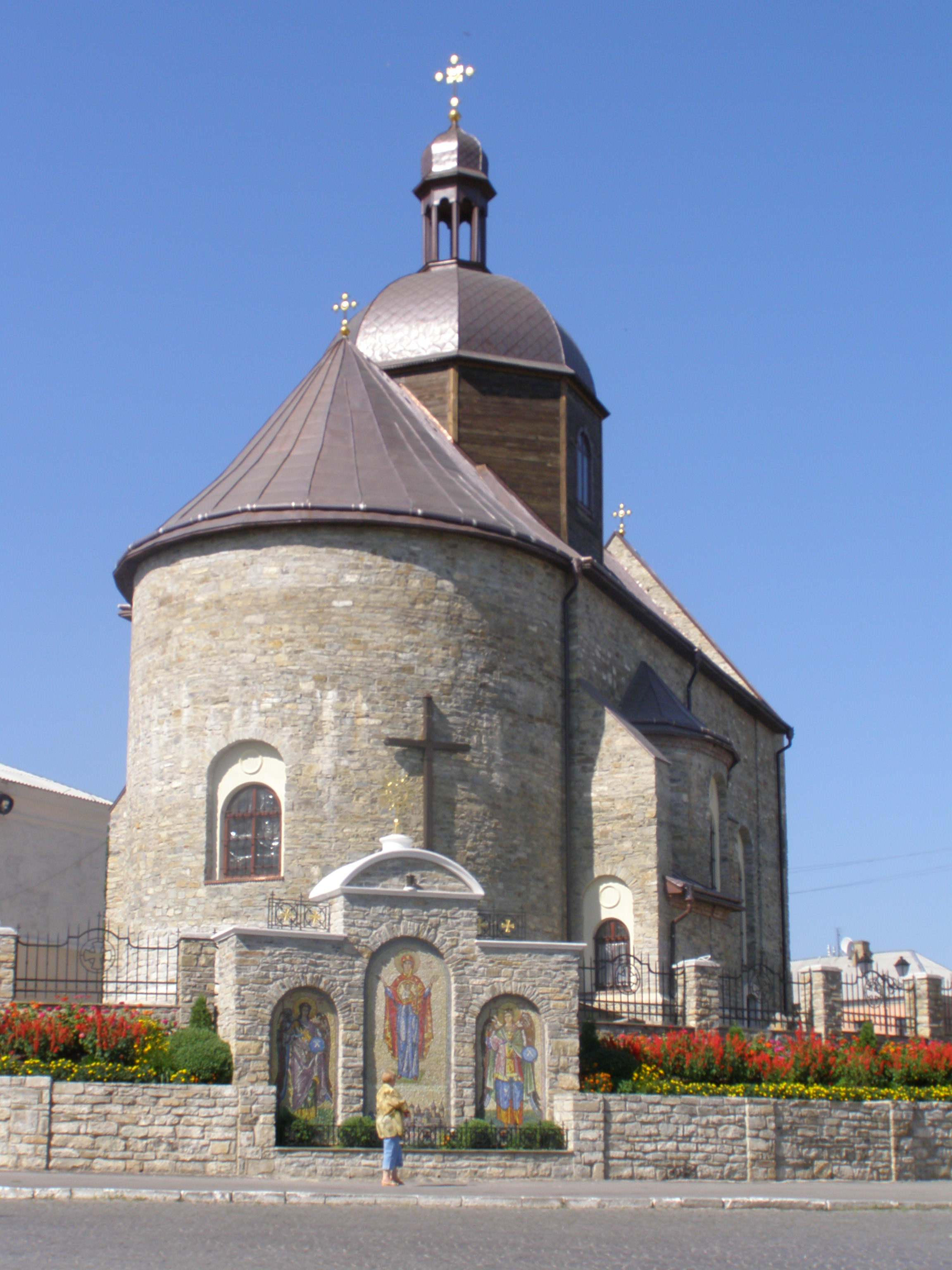
Відбудована церква Пресвятої Трійці в місті Кам'янці-Подільському. Первісна будівля з XVII століття, неодноразово перебудовувалася
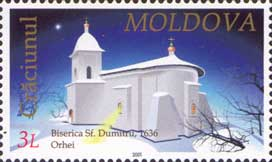
Церква святого Димитрія в місті Оргіїв, Бессарабія. XVII століття
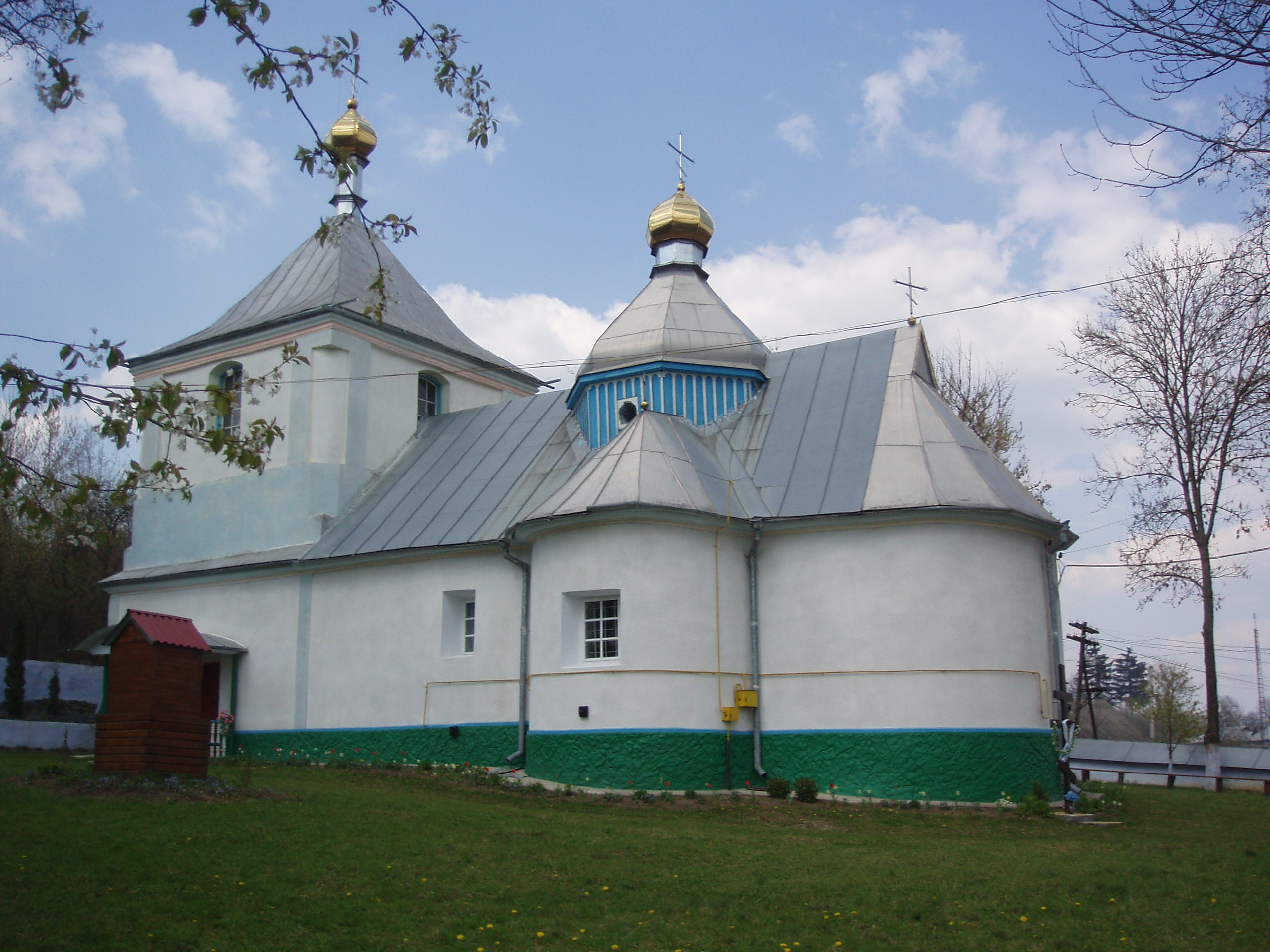
Церква Покрови Пресвятої Богородиці в нинішньому селі Адамівка, Поділля. XVIII століття